# Bruce Machart
Pour les articles homonymes, voir Machart.
Bruce Machart, né au Texas, est un écrivain américain.

## Biographie
Bruce Machart est né en 1970 au Texas et a grandi à Houston. Il est issu d'une famille d'agriculteurs d'origine tchèque, installée aux environs du comté de Lavaca, où se déroule l'intrigue de son premier roman, Le Sillage de l'oubli, publié en 2010, qui a été accueilli très favorablement par la presse américaine[réf. nécessaire].
En 2011, il publie Des hommes en devenir, recueil de nouvelles dont l'action se situe toujours dans son Texas natal.
Il vit à Hamilton, dans le Massachusetts, où il enseigne à l’université d'État de Bridgewater.